# Pitkrater

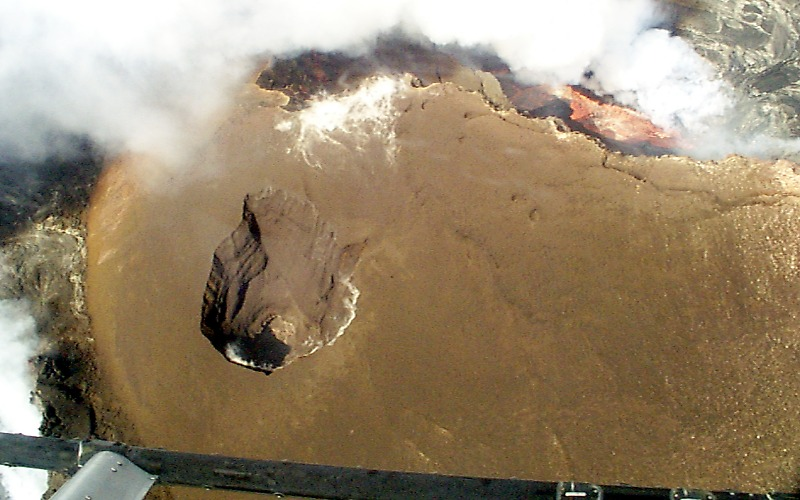
Das Puka Nui auf dem Kīlauea

Pitkrater, auch Schachtkrater genannt, sind kreisförmige, steilwandige Vulkankrater, die durch den Einbruch des Bodens entstanden sind, nachdem ursprünglich darunter lagerndes Magma abgeflossen ist. Im Gegensatz zu Calderen verwendet man den Begriff Pitkrater nur für Krater bis ungefähr 1,5 Kilometer Durchmesser.
Pitkrater kommen öfter in den Riftzonen auf Schildvulkanen vor, wie zum Beispiel auf Mauna Loa oder Kīlauea auf Hawaiʻi oder auf dem Gipfel des Mount Garat auf Gaua.
Auf dem Erta Ale in Äthiopien ist ein Pitkrater mit einem aktiven Lavasee gefüllt.